# 阿尔弗雷德·伯德·格拉夫
阿尔弗雷德·伯德·格拉夫（英语：Alfred Byrd Graf，1901年11月23日—2001年12月14日）是一位德裔美国植物学家，他周游世界寻找鲜为人知的植物物种，发现了100多个以前未记录的品种。他将自己的发现拍摄下来并记录在他撰写的书中，该书有有大量丰富插图，相应地价格也较昂贵。

## 传记
格拉夫于1901年11月23日出生于纽伦堡，曾在维也纳的植物园学习，并在欧洲各地、加利福尼亚州和费尔里·狄金生大学学习植物学、摄影和语言课程。 
在1920年代，他来到内布拉斯加州的一个牧场工作，后来在爱荷华州的苏城开了一家花店，但由于一场冰雹，他的温室被毁坏了，这家花店倒闭了。在1931年，他在新泽西州的热带苗圃朱利叶斯·罗尔斯公司找到了一份工作，他年轻时在德国种植兰花的经历帮助他进入了在美国正逐步成为一个主要兴趣领域德行业。他的旅行让他带回了公司可以添加到其目录中的新物种，该目录变成了书籍形式，如Exotic Plant Manual ，包含7,000张照片。 
格拉夫的著作基于他在世界各地旅行时所做的第一手研究，他参观了乞力马扎罗山、新几内亚以及整个中国、印度和亚洲大部分地区的植物遗址，发现了他引入的许多以前未记录的物种西方植物爱好者，用他的相机仔细记录。他的发现包括第一个已知的白色非洲紫罗兰。 
他的书通常包含数千张他拍摄的照片，并相应定价。罗尔斯出版社于1958年发布了Exotica: Pictorial Cyclopedia of Indoor Plants，其中包含4,000多张主要是黑白图像的指南，介绍了进口植物及其种植所需的步骤，这是他的第一本受到广泛关注的书。 之后这本书分两册重新发行，2,600页内有16,000张插图。Tropica于1978年首次出版，涵盖了热带地区及其周边地区的植物，并包括7,000张全彩色图像。首次出版于1992年的Hortica: Color Cyclopedia of Garden Flora and Exotic Plants Indoors涵盖了数千种观赏植物。 
他在位于新泽西州东卢瑟福的家中保存了他拍摄的照片和旅行照片库。格拉夫于2001年12月14日在他位于德国杜塞尔多夫的家中去世，享年100岁，此前他在美国度过了大半生。他的妻子莉瑟洛特·福尔韦克和女儿多丽丝都在他去世后仍在世。 

## 奖项
- 博士- 新泽西州卢瑟福菲尔莱迪金森大学授予的荣誉博士学位
- 政府颁发的三百年勋章。新泽西州的理查德·修斯
- 美国园艺学会引证奖
- 新泽西州花艺协会大金奖
- 波士顿马萨诸塞州园艺学会大金奖
- 纽约园艺学会杰出服务奖
- 费城宾夕法尼亚园艺协会颁发的优异证书
- 纽约花艺协会颁发的优异奖和银质奖章
- 美国花园俱乐部的莎拉查普曼弗朗西斯奖章
- 美国花艺师协会入选花卉名人堂[8]
- 奥兰多植物协会颁发的佛罗里达名人堂奖
- 1979年美国园艺协会颁发的自由海德贝利奖章[9]